# Heliophanus bisulcus
Heliophanus bisulcus är en spindelart som beskrevs av Wesolowska 1986. Heliophanus bisulcus ingår i släktet Heliophanus och familjen hoppspindlar. Inga underarter finns listade i Catalogue of Life.